# Classe Independence (portaerei)
Nel 1942 la marina americana aveva perso 4 portaerei, e a quel punto nel Pacifico rimaneva solo la portaerei Enterprise. Si prevedeva che le nuove portaerei classe Essex non sarebbero entrate in servizio fino all'anno seguente, e così si decise, come soluzione d'emergenza, di far entrare in servizio le 9 portaerei leggere classe Independence, cioè scafi di incrociatori classe Cleveland che l'US Navy preferì adattare a portaerei leggere, ovvero navi comunque usabili in prima linea, ma meno capaci delle classe Essex o altre grandi unità, con una capacità complessiva di 30-33 aerei e oltre 30 nodi.

## Storia
Esse ebbero impiego in guerra assieme ai gruppi da battaglia principali, ma ebbero una carriera non brillantissima vista la ridotta capacità di trasporto aerei. La capoclasse Independence partecipò agli attacchi alle Isole Gilbert, Palau, Leyte, Luzon, Taiwan, Okinawa, la costa cinese, le Isole Ryukyu e le isole giapponesi. Durante l'invasione delle Gilbert nel novembre del 1943 la capoclasse fu colpita da un siluro lanciato da un aereo e gravemente danneggiata. Successivamente dopo il conflitto venne usata come bersaglio nel test atomico di Bikini (Operazione Crossroads), ma ne uscì indenne e continuò ad essere usata come nave bersaglio fino al 1951, quando affondò definitivamente. La Princeton venne colpita il 25 ottobre 1944 da due ordigni di un bombardiere D4Y, che ne causarono l'esplosione mentre l'incrociatore pesante Birmingham gli era affiancato, falcidiandone l'equipaggio.

## Navi
| U.S. Navy - classe Independence | U.S. Navy - classe Independence | U.S. Navy - classe Independence | U.S. Navy - classe Independence | U.S. Navy - classe Independence | U.S. Navy - classe Independence | U.S. Navy - classe Independence | U.S. Navy - classe Independence                                      |
| Pennant number                  | Nome                            | Nome come Cleveland             | Impostata                       | Varata                          | In servizio                     | Ritirata dal servizio           | Destino                                                              |
| ------------------------------- | ------------------------------- | ------------------------------- | ------------------------------- | ------------------------------- | ------------------------------- | ------------------------------- | -------------------------------------------------------------------- |
| CVL-22                          | Independence                    | Amsterdam                       | 1º maggio 1941                  | 22 agosto 1942                  | 14 gennaio 1943                 | 28 agosto 1946                  | obiettivo di un test di armi nuclearei nel 1946; affondata nel 1951  |
| CVL-23                          | Princeton                       | Tallahassee                     | 2 giugno 1941                   | 18 ottobre 1942                 | 25 febbraio 1943                |                                 | affondata il 24 ottobre 1944 durante la Battaglia del Golfo di Leyte |
| CVL-24                          | Belleau Wood                    | New Haven                       | 11 agosto 1941                  | 6 dicembre 1942                 | 31 marzo 1943                   | 13 gennaio 1947                 | trasferita alla Francia nel 1953: Bois Belleau (R 97)                |
| CVL-25                          | Cowpens                         | Huntington                      | 17 novembre 1941                | 17 gennaio 1943                 | 2 maggio 1943                   | 13 gennaio 1947                 | venduta per essere demolita nel 1960                                 |
| CVL-26                          | Monterey                        | Dayton                          | 29 dicembre 1941                | 28 febbraio 1943                | 17 giugno 1943                  | 16 gennaio 1956                 | venduta per essere demolita nel 1971                                 |
| CVL-27                          | Langley                         | Fargo                           | 11 aprile 1942                  | 22 maggio 1943                  | 31 agosto 1943                  | 17 febbraio 1947                | trasferita alla Francia nel 1951: La Fayette (R 96)                  |
| CVL-28                          | Cabot                           | Wilmington                      | 16 marzo 1942                   | 4 aprile 1943                   | 23 luglio 1943                  | 21 gennaio 1955                 | noleggiata poi acquistata dalla Spagna nel 1967: Dedalo (R-01)       |
| CVL-29                          | Bataan                          | Buffalo                         | 31 agosto 1942                  | 1º agosto 1943                  | 17 novembre 1943                | 9 aprile 1954                   | venduta per essere demolita nel 1961                                 |
| CVL-30                          | San Jacinto                     | Newark                          | 26 ottobre 1942                 | 26 settembre 1943               | 15 novembre 1943                | 1º marzo 1954                   | venduta per essere demolita nel 1971                                 |

## Unità cedute ad altre marine

### Francia
| Marine nationale | Marine nationale    | Marine nationale   | Marine nationale | Marine nationale | Marine nationale      | Marine nationale | Marine nationale                                 |
| Pennant number   | Nome                | Nome nella US Navy | Marina militare  | In servizio      | Ritirata dal servizio | Radiata          | Destino                                          |
| ---------------- | ------------------- | ------------------ | ---------------- | ---------------- | --------------------- | ---------------- | ------------------------------------------------ |
| R 97             | Bois Belleau (R 97) | Belleau Wood       | Marine nationale | 23 dicembre 1953 | 12 settembre 1960     | 1º ottobre 1960  | restituita agli USA nel 1960 e demolita nel 1960 |
| R 96             | La Fayette (R 96)   | Langley            | Marine nationale | 2 giugno 1951    | 20 marzo 1963         | 20 marzo 1963    | restituita agli USA nel 1963 e demolita nel 1964 |

### Spagna
| Armada Española | Armada Española | Armada Española    | Armada Española | Armada Española  | Armada Española       | Armada Española | Armada Española                                 |
| Pennant number  | Nome            | Nome nella US Navy | Marina militare | In servizio      | Ritirata dal servizio | Radiata         | Destino                                         |
| --------------- | --------------- | ------------------ | --------------- | ---------------- | --------------------- | --------------- | ----------------------------------------------- |
| R-01            | Dedalo (R-01)   | Cabot              | Armada Española | 20 dicembre 1967 | 1988                  | 13 luglio 1989  | rivenduta agli USA nel 1989 e demolita nel 2002 |